# Cleptocaccobius convexifrons
Cleptocaccobius convexifrons là một loài bọ cánh cứng trong họ Bọ hung (Scarabaeidae).